# 徳川四天王
徳川四天王（とくがわしてんのう）は、安土桃山時代から江戸時代初期に、徳川家康の側近として仕えて江戸幕府の樹立に功績を立てた酒井忠次・本多忠勝・榊原康政・井伊直政の4人を武田四天王等と同様に顕彰した呼称。仏教の四天王に準えている。類似の取組みとして更に12人を加えた徳川十六神将がある。

## 概要
本多忠勝・榊原康政・井伊直政の3人は1590年の徳川氏の関東移封から1600年の関ヶ原の戦いまでの時代に徳川氏の家政と関ヶ原の戦いに関わる大名工作・戦後処理に中心となって活躍して幕府の基礎固めに功績があり、特に彼らを指して徳川三人衆もしくは徳川三傑と呼ぶ場合もある。「徳川四天王」の名称はいつから使われたかは定まらない。例えば歴史学者の中村達夫は、「徳川四天王」の名称の使用開始年代は不明とし、「徳川三傑」については『榊原家譜』を出典として1586年9月に使われ始めたとしている。中村によれば、1586年9月に徳川家康の名代として上洛した3名を上方の武将たちが「徳川三傑」と言い出したのが始まりだという。その後、本多忠勝・榊原康政・井伊直政の3名は翌月、徳川家康上洛に随行していずれも叙位され、これに酒井を加えた4名の「徳川四天王」の名が巷間もてはやされるようになったと上越市文化財審議委員の村山和夫は考えている。1894年にフレデリック・ヴィクター・ディキンズが書いた『パークス伝 第二巻』では、個人名は書かれていないものの、井伊、本多、榊原、酒井の4氏が俗に英語: the Four Heaven-Kings of Buddhism（仏教の四天王）と呼ばれていたことを述べており、明治中期には日本人だけではなく英国人も知るほどに人口に膾炙していた。
徳川四天王はその後、1590年の家康関東移封時に家康配下の大名としていずれも万石以上となり、徳川家の重臣としての地位を確立する。既に徳川家臣団中、当主一門を除いては最高の官位・官職にあった井伊は家中最高の12万石を与えられて高崎藩を立藩、榊原は関東総奉行兼勘定方支配（後の関東郡代兼勘定奉行）に任じられて館林藩10万石を立藩、本多は年寄（後の老中）に任ぜられて大多喜藩10万石を立藩した。酒井忠次は1588年に既に隠居しており、後継の酒井家次が下総臼井藩を立藩したが、わずか3万7000石という低い待遇を与えられ、他の四天王とは明確に格差が開いていた。これについて國學院大學教授の根岸茂夫は、酒井は元々三河譜代筆頭であったが、家康の関東転封時の家臣団統制強化策の一環として、新参の武将を抜擢する方針があり、新しく台頭してきた本多・榊原・井伊の3名が家中で重きをなし、旧支配地の三河では東三河衆の旗頭として古い権力を持っていた酒井は低い禄高に甘んじたとしている。だが、その後になって本多・榊原・井伊の3名（研究者によっては鳥居元忠・大久保忠世を加えた5名）の所領の配置と石高を決定したのは豊臣秀吉（政権）であるという有力説が登場したことで、単純に家康による家臣団統制の観点のみでの議論が成り立たなくなってしまっている。

## 該当者

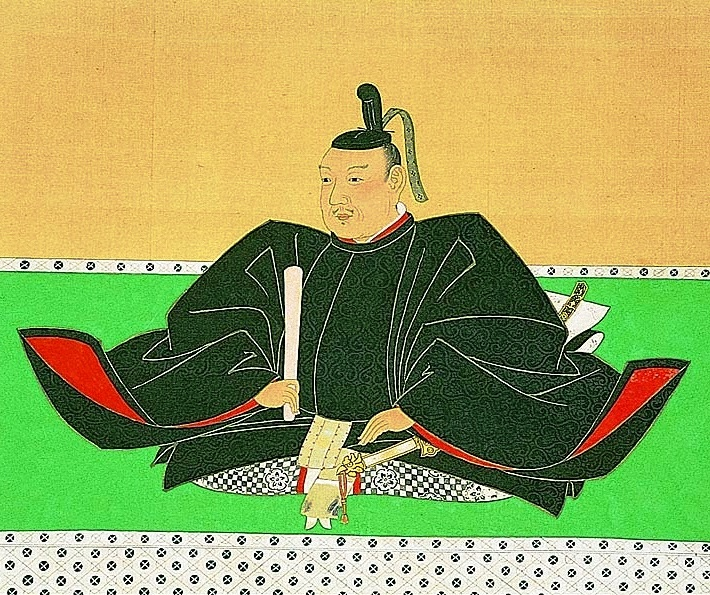
酒井忠次 （1527年 - 1596年）
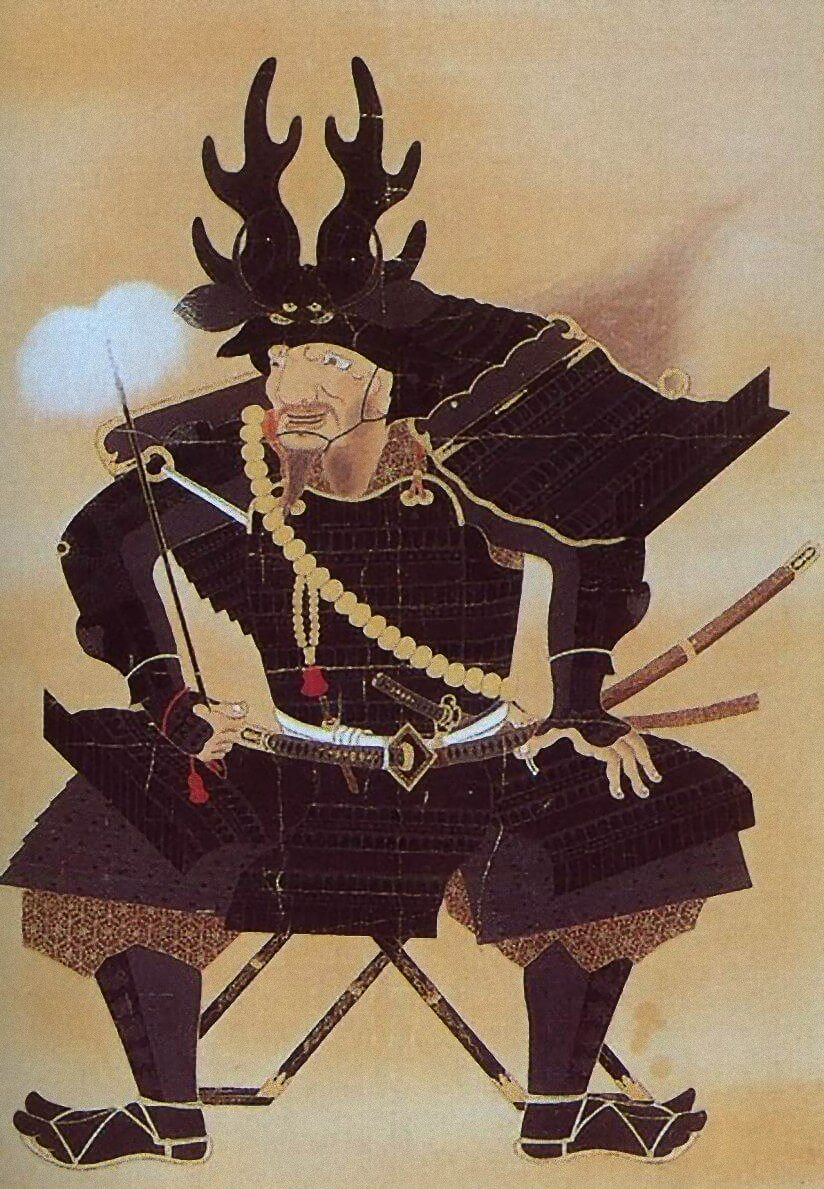
本多忠勝 （1548年 - 1610年）
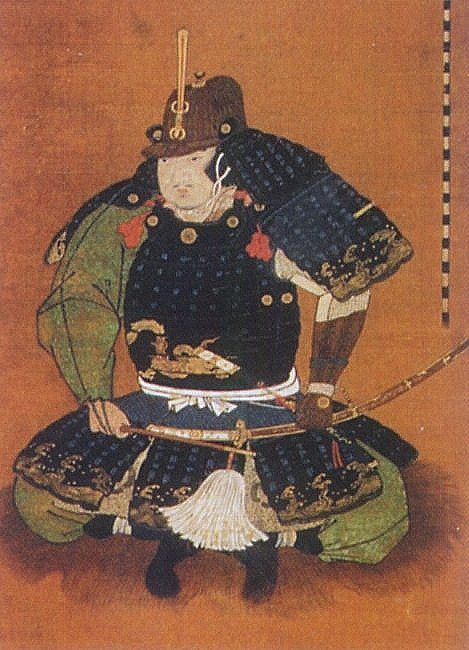
榊原康政 （1548年 - 1606年）
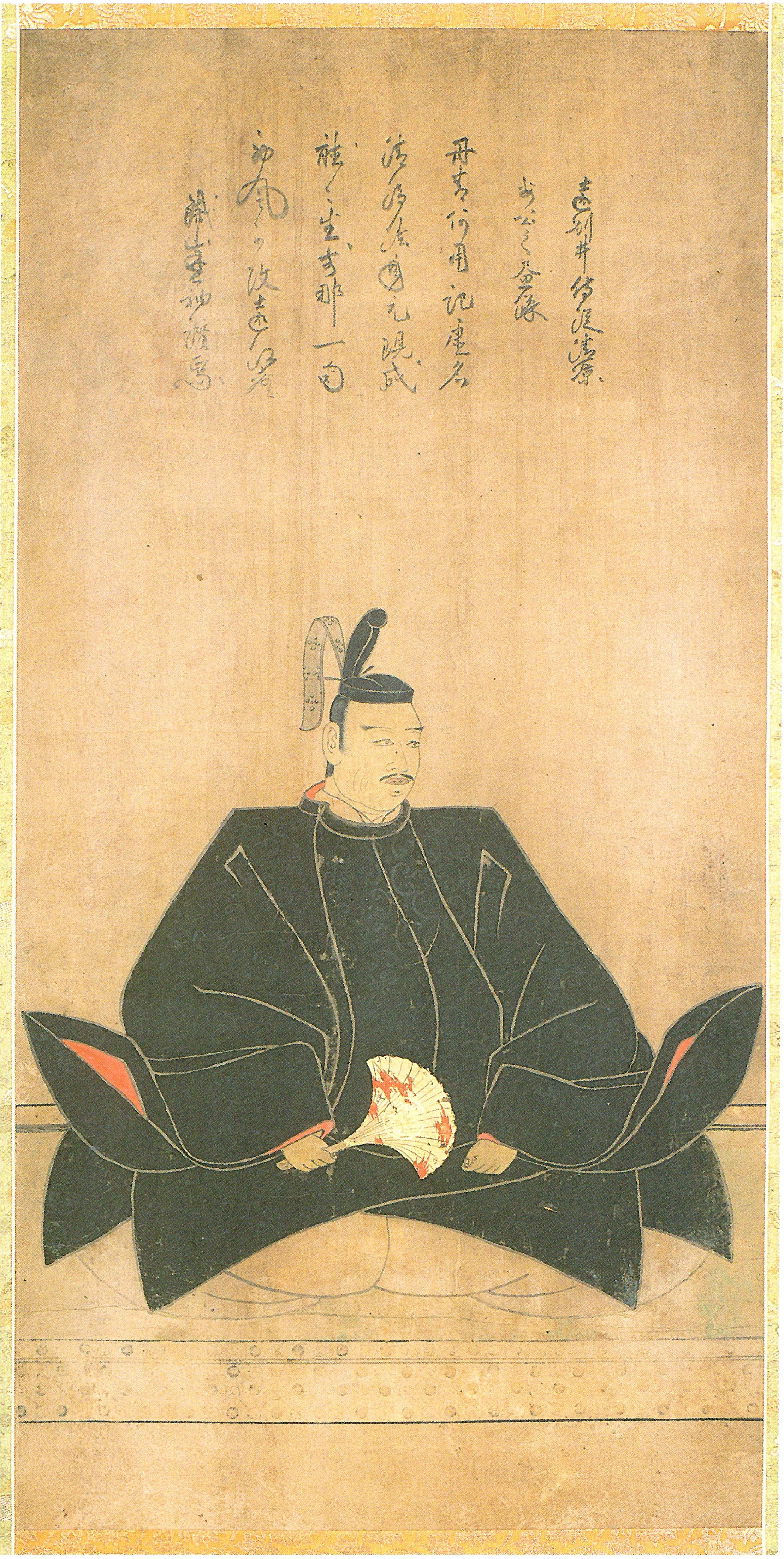
井伊直政 （1561年 - 1602年）